# Long Khánh (provincie)
Long Khánh is een voormalige provincie van Zuid-Vietnam. De provincie is ontstaan op 22 oktober 1956, nadat het werd afgesplitst van de voormalige provincie Biên Hòa. Na de val van Saigon op 30 april 1975 werd de provincie door de Republiek Zuid-Vietnam hernoemd naar Xuân Lộc.